# 南巴奇卡區
南巴奇卡区是塞爾維亞伏伊伏丁那自治省西部的行政区，行政中心为诺维萨德。该区西鄰克羅地亞。行政区面積为4,016平方公里，2020年人口数量为607,178人。

## 城市和市镇
南巴奇卡区的范围包括一个城市和11个市镇：
- 诺维萨德（城市）
- 巴奇
- 巴奇卡帕兰卡
- 巴奇基彼得羅瓦茨
- 贝切伊
- 貝奧欽
- 斯爾博布蘭
- 斯雷姆斯基卡尔洛夫齐
- 泰梅林
- 蒂泰爾
- 弗爾巴斯
- 扎巴利